# ویلیام آتشکده
ویلیام فیلیپ سیروس آتشکده (به سوئدی: William Philip Siros Atashkadeh) (زادهٔ ۲۳ فروردین ۱۳۷۱) بازیکن فوتبال اهل سوئد است که در یوتبری متولد شده‌ است و این بازیکن پدری ایرانی دارد. او سابقهٔ بازی در تیم ملی فوتبال زیر ۱۹ سال سوئد را نیز در کارنامه دارد.